# 베이징 체육대학
베이징 체육대학(중국어: 北京体育大学)은 중화인민공화국 베이징시에 있는 대학이다.

## 같이 보기
- 베이징 체육대학 FC